# زي ماريا (لاعب كرة قدم)
زي ماريا (بالبرتغالية: José Maria dos Santos Motta‏) هو لاعب كرة قدم برازيلي في مركز الدفاع، ولد في 27 مايو 1939 في بياوي في البرازيل. لعب مع بوتافوغو ريغاتاس.